# 神原富保
神原 富保（かんばら とみやす、1901年3月3日 - 1985年10月5日）は、日本の経営者。豊田通商社長を務めた。岡山県出身。

## 来歴・人物
1925年に名古屋高等商業学校を卒業し、同年に豊田紡織に入社。豊田製鋼（現在の愛知製鋼）取締役、豊田自動織機製作所取締役、豊田製鋼常務を経て、1948年に日新通商（現在の豊田通商）常務に就任し、1950年に専務を経て、1961年11月に社長に就任した。1968年から相談役を務めた。
1985年10月5日、心筋梗塞のために死去。84歳没。